# Feira Medieval de Mões
Feira Medieval de Mões é um evento que tem lugar em Mões, anualmente em Julho, no segundo fim de semana.
O evento tem lugar desde 2004, numa encosta soalheira virada a leste junto ao rio Paiva. A sua organização fica a cargo da Sociedade Filarmónica de Mões, com destaque para a apresentação de artesanato de todo o país.
Mões foi, na Idade Média, terra senhorial de Dom Egas Moniz e de seu herdeiro Dom Moço Viegas.